# André Giovanini
André Luis Giovanini (Limeira, 8 de julio de 1969) es un jinete brasileño que compitió en la modalidad de concurso completo. Ganó dos medallas en los Juegos Panamericanos de 1995, oro en la prueba por equipos y bronce en individual.

## Palmarés internacional
| Juegos Panamericanos | Juegos Panamericanos      | Juegos Panamericanos | Juegos Panamericanos |
| Año                  | Lugar                     | Medalla              | Categoría            |
| -------------------- | ------------------------- | -------------------- | -------------------- |
| 1995                 | Mar del Plata (Argentina) | Medalla de oro       | Por equipos          |
| 1995                 | Mar del Plata (Argentina) | Medalla de bronce    | Individual           |